# José Peseiro
José Vítor dos Santos Peseiro (ur. 4 kwietnia 1960 w Coruche) – portugalski trener i piłkarz. Od 2022 r. do 2024 był selekcjonerem Nigerii.

## Życiorys
Nigdy nie grał zawodowo w piłkę nożną. Na początku lat 90. rozpoczął pracę szkoleniową w klubach z niższych lig. W 1999 roku został trenerem trzecioligowego CD Nacional, z którym jeszcze w tym samym sezonie awansował do drugiej ligi, a dwa lata później – do ekstraklasy. Młodego, ambitnego szkoleniowca dostrzegł Carlos Queiróz, który zaproponował mu stanowisko asystenta w Realu Madryt. Jednak portugalski duet pracował w stolicy Hiszpanii tylko rok; po słabym sezonie, zakończonym na trzecim miejscu w Primera División Queiroz został zdymisjonowany. Peseiro złożył wymówienie i powrócił do Portugalii, gdzie otrzymał propozycję prowadzenia Sportingu.
Drużyna, w której grali m.in. reprezentanci Portugalii Ricardo, Beto i Ricardo Sá Pinto oraz młodzi, zaczynający kariery João Moutinho i Hugo Viana, po wyeliminowaniu Feyenoordu, Middlesbrough, Newcastle United oraz AZ Alkmaar dotarła do finału Pucharu UEFA, w którym następnie uległa 1:3 CSKA Moskwa. Podopieczni Peseiro w lidze zajęli trzecie miejsce. Jednak słaby początek następnego sezonu (porażka w eliminacjach do Ligi Mistrzów z Udinese Calcio, odpadnięcie z Pucharu UEFA po przegranej z Halmstads BK) oraz konflikt z kilkoma zawodnikami (m.in. z Fábiem Rochembackiem, który publicznie zarzucił trenerowi brak kompetencji) sprawiły, że w październiku 2005 roku szkoleniowiec złożył dymisję.
Pozostawał bez pracy ponad półtora roku. Na początku czerwca 2007 roku został opiekunem piłkarzy Panathinaikosu Ateny. Po zakończeniu sezonu 2007-2008, w którym jego podopieczni zajęli dopiero trzecie miejsce w lidze, złożył wymówienie.
Od czerwca 2008 do stycznia 2009 był trenerem Rapidu Bukareszt. Został zwolniony już w październiku 2008 roku, zaraz po tym, jak Rapid przegrał dwumecz z VfL Wolfsburg i odpadł z rozgrywek Pucharu UEFA. Jednak kilka dni później został ponownie zatrudniony na tym samym stanowisku. Ostatecznie wyjechał z Rumunii na początku 2009 roku, kiedy otrzymał korzystniejszą finansowo ofertę pracy w Arabii Saudyjskiej. Stanowisko trenera reprezentacji Arabii Saudyjskiej piastował do 9 stycznia 2011 roku.

## Sukcesy szkoleniowe
- awans do II ligi w sezonie 1999–2000 oraz do ekstraklasy w sezonie 2001–2002 z CD Nacional
- finał Pucharu UEFA 2005 ze Sportingiem CP
- zdobycie pucharu ligi portugalskiej w sezonie 2012–2013 z SC Braga